# Fjallabyggð

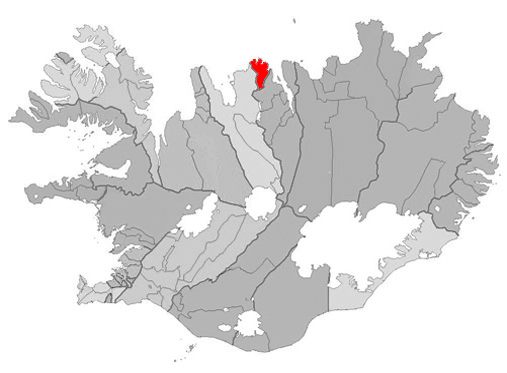

Fjallabyggð är en kommun i regionen Norðurland eystra på Island. Folkmängden är 2 007 (2019).

## Bilder

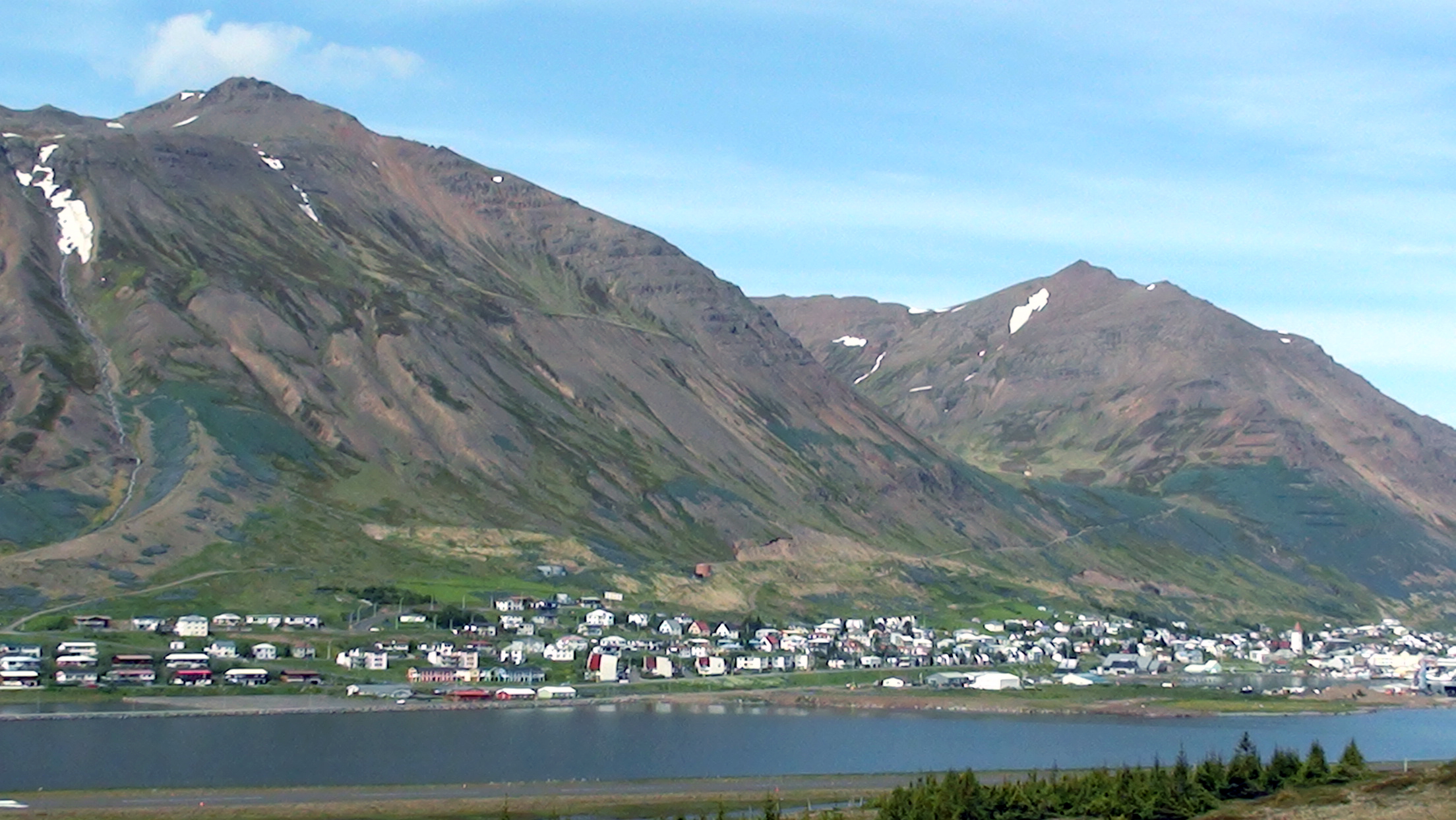
Siglufjörður
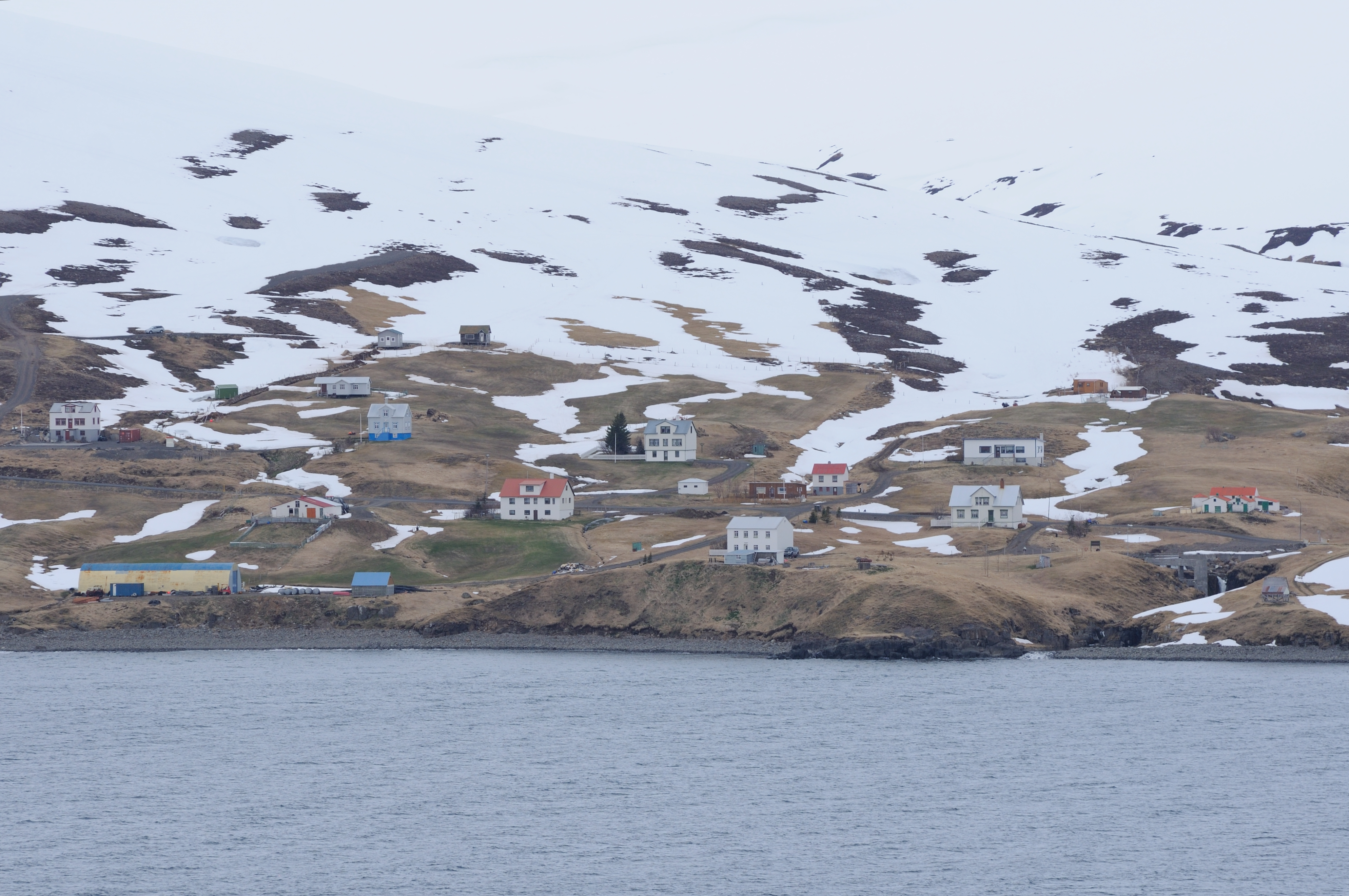
Ólafsfjörður
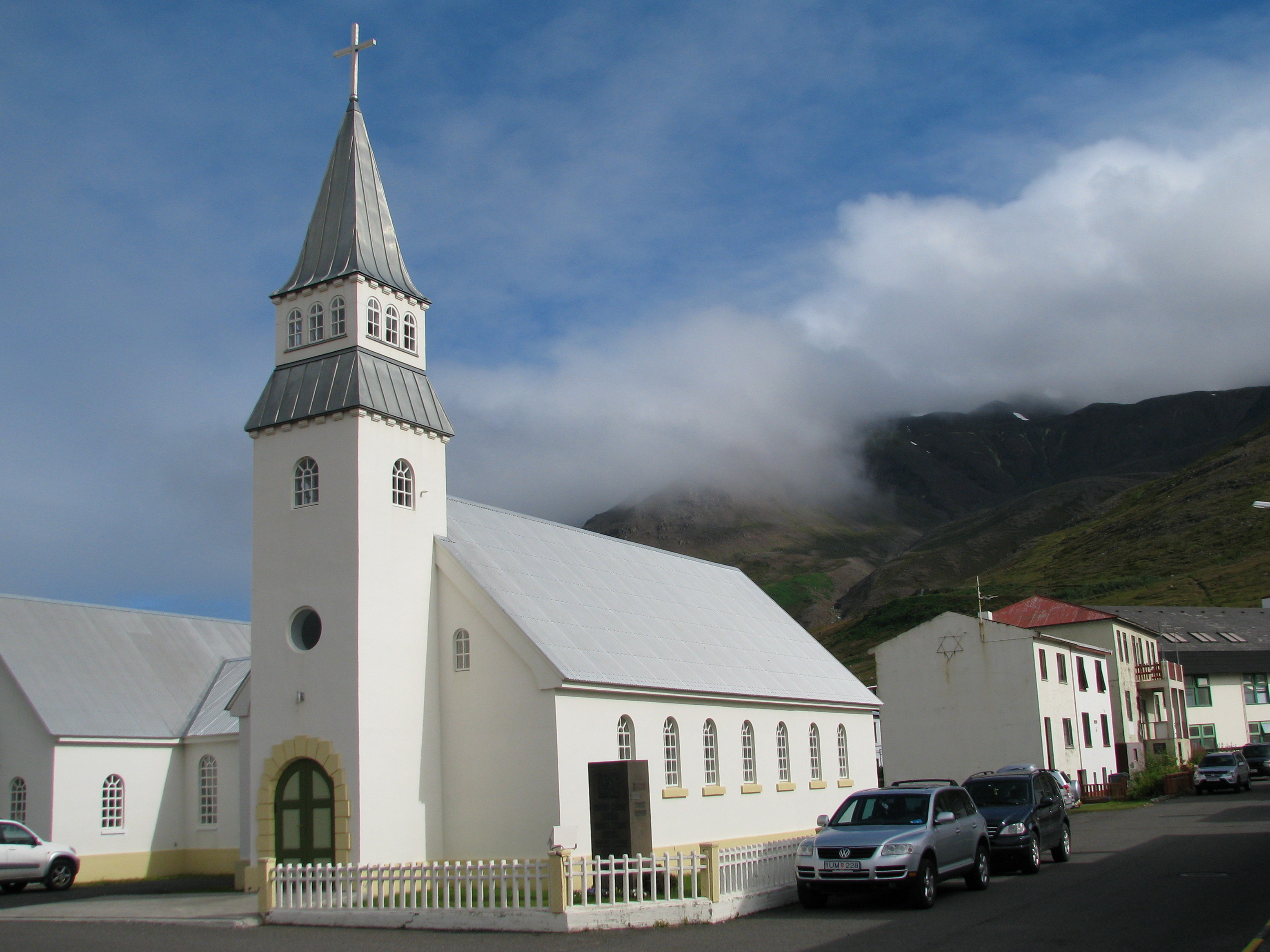
Kyrkan i Ólafsfjördur